# 沙洛城
夏洛特敦（英語：Charlottetown，英語發音：/ˈʃɑːrləttaʊn/；法語發音：[ʃaʁlɔt.tawn]，加國本土譯為沙洛城），或稱夏綠蒂鎮，加拿大城市，該國愛德華王子島省的首府和最大城市，以及該省皇后縣的縣治。根據2011年人口普查，夏洛特敦市人口有34,562，而夏洛特敦普查聚集區（census agglomeration）則有64,487人，約佔該省總人口（140,204）的半數。

## 歷史

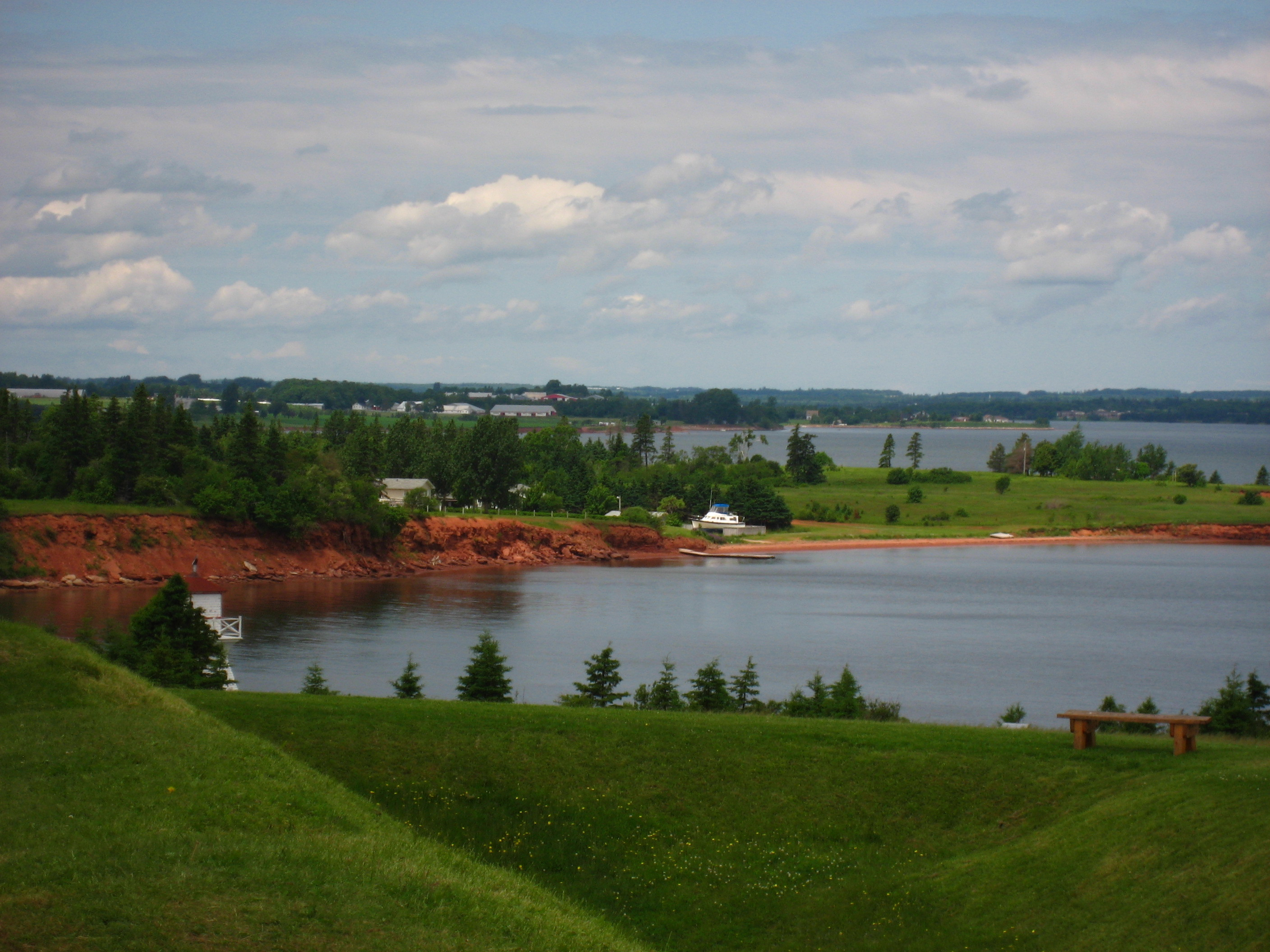
阿默斯特堡座落夏洛特敦港出入口的西方

部分法國裔民眾於1720年從路易堡遷至聖讓島（Île Saint-Jean，即愛德華王子島舊稱），並於現夏洛特敦的對岸並建立拉喬伊港，成為最早在該帶定居的歐洲人。喬治王戰爭（1744年-1748年）期間，英軍一度佔領拉喬伊港，但法軍派遣的500人部隊卻成功奪回該處。
英軍於1758年8月（即法國－印第安人戰爭期間）再度奪取拉喬伊港，驅逐當地法裔居民，並於拉喬伊港聚落的遺址建立阿默斯特堡以保護海港的出入口。英法兩國於1763年簽訂《巴黎和約》，法國正式割讓聖讓島予英國。英國將島嶼名稱英語化成聖約翰島（St. John's Island），並將之劃分成三個縣。1764年，森姆·荷蘭船長在島上進行勘探，將現夏洛特敦定為皇后縣的縣治，並將之名為「Charlotte Town」以紀念英王喬治三世的夫人夏綠蒂王后。
夏洛特敦再於1765年成為聖約翰島殖民地的首府，而鎮内的街道網絡和廣場佈局亦於1768年至1771年間陸續成型。殖民地政府和軍事設施則於19世紀初至中葉間相繼落成，包括愛德華堡軍事基地（1805年）、總督府（1835年）和殖民地議會大樓（1847年；後改稱省政府大樓）。
夏洛特敦於1855年4月17日正式設市，當時人口約有6,000，市議會首場會議則於同年8月11日召開。
1864年9月，英屬北美眾殖民地的代表在市内召開查洛頓會議，就成立加拿大邦聯事宜展開首輪會談。愛德華王子島於1873年7月1日正式加盟加拿大，首府依舊設於夏洛特敦。愛德華王子島鐵路於1874年8月通車，連接夏洛特敦和薩默賽德，並帶動夏洛特敦市内的工業發展。市内首間醫院夏洛特敦醫院於1879年開幕，由天主教夏洛特敦教區營運，而公營的愛德華王子島醫院則於1884年開幕。
斯普林帕克村（Spring Park）於1959年併入夏洛特敦市，而舍伍德、帕克代爾、溫斯洛、西羅尤提和東羅尤提再於1995年與夏洛特敦市合併。

## 交通

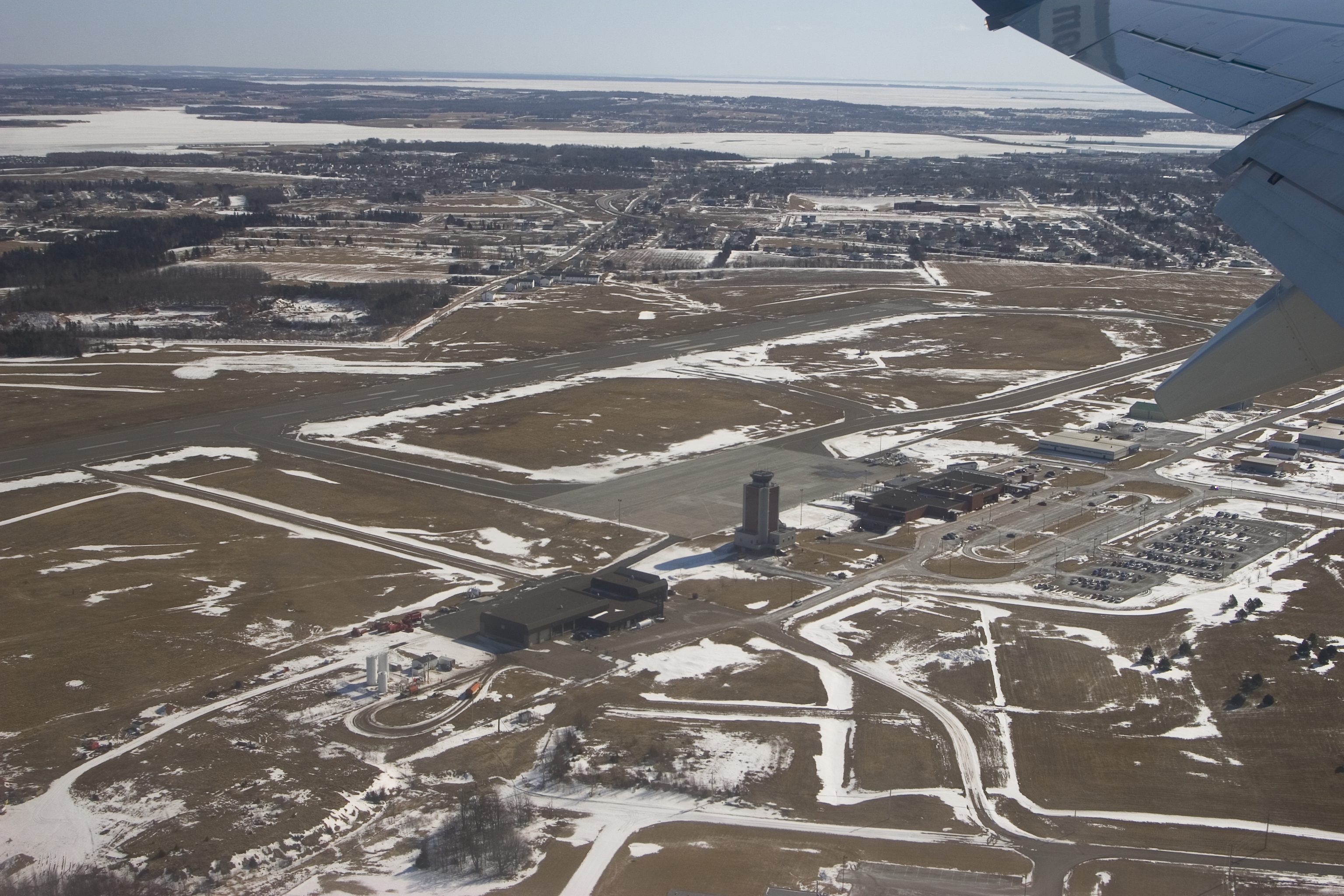
從空中眺望夏洛特敦機場

夏洛特敦位處愛德華王子島的中央地帶，順理成章發展成該省的交通樞紐。夏洛特敦機場是全省唯一提供定期客運航班的機場，每年客流量約有280,000人次。1號省道貫穿夏洛特敦市，西接聯邦大橋，東通諾森伯倫渡輪碼頭，構成橫加公路一部分；而2號省道亦於夏洛特敦市内與1號省道交匯。愛德華王子島鐵路於1989年停駛前，夏洛特敦也曾是該鐵路系統的中心。
市民出入主要以私家車代步。市内公共交通服務由夏洛特敦交通公司提供，現時共營運7條巴士綫。

## 氣候
| 夏洛特敦           | 夏洛特敦     | 夏洛特敦    | 夏洛特敦    | 夏洛特敦    | 夏洛特敦    | 夏洛特敦    | 夏洛特敦    | 夏洛特敦    | 夏洛特敦    | 夏洛特敦     | 夏洛特敦     | 夏洛特敦     | 夏洛特敦        |
| 月份               | 1月          | 2月         | 3月         | 4月         | 5月         | 6月         | 7月         | 8月         | 9月         | 10月         | 11月         | 12月         | 全年            |
| ------------------ | ------------ | ----------- | ----------- | ----------- | ----------- | ----------- | ----------- | ----------- | ----------- | ------------ | ------------ | ------------ | --------------- |
| 平均高温 °C（°F）  | −3.3 (26.1)  | −3.3 (26.1) | 0.9 (33.6)  | 6.7 (44.1)  | 14.1 (57.4) | 19.6 (67.3) | 23.2 (73.8) | 22.6 (72.7) | 18 (64)     | 11.8 (53.2)  | 5.7 (42.3)   | −0.1 (31.8)  | 9.7 (49.5)      |
| 平均低温 °C（°F）  | −12.6 (9.3)  | −12.4 (9.7) | −7.1 (19.2) | −1.4 (29.5) | 4 (39)      | 9.6 (49.3)  | 13.8 (56.8) | 13.5 (56.3) | 9.1 (48.4)  | 3.8 (38.8)   | −1.1 (30.0)  | −8.1 (17.4)  | 0.9 (33.6)      |
| 平均降水量 mm（）  | 106.4 (4.19) | 85.5 (3.37) | 91.8 (3.61) | 87.8 (3.46) | 97.7 (3.85) | 93.2 (3.67) | 85.8 (3.38) | 87.3 (3.44) | 95.4 (3.76) | 108.6 (4.28) | 110.8 (4.36) | 123.1 (4.85) | 1,173.3 (46.19) |
| 来源：加拿大環境部 |              |             |             |             |             |             |             |             |             |              |              |              |                 |

## 外部連結
- 夏洛特敦市官方網頁（英語） （页面存档备份，存于）